# مجتمع من دون دولة
المجتمع بلا دولة هو مجتمع لا تحكمه دولة. في المجتمعات بلا دولة، هناك تركيز ضئيل للسلطة؛ معظم مناصب السلطة الموجودة محدودة للغاية في السلطة ولا تشغل بشكل عام مناصب دائمة؛ والهيئات الاجتماعية التي تحل النزاعات من خلال قواعد محددة مسبقًا تميل إلى أن تكون صغيرة. المجتمعات بلا دولة متغيرة بدرجة كبيرة في التنظيم الاقتصادي والممارسات الثقافية.
بينما كانت المجتمعات بلا دولة هي القاعدة في عصور ما قبل التاريخ البشرية، يوجد اليوم عدد قليل من المجتمعات دون دولة؛ يعيش جميع سكان العالم تقريبًا ضمن نطاق سلطة دولة ذات سيادة، على الرغم من أن سلطات الدولة الاسمية في بعض المناطق قد تكون ضعيفة جدًا ولا تمارس سوى القليل من السلطة الفعلية أو لا تمارس على الإطلاق. على مدار التاريخ، دُمج معظم الأشخاص عديمي الدولة في المجتمعات القائمة على الدولة من حولهم.
تعتبر بعض الفلسفات السياسية، ولا سيما الأناركية، الدولة مؤسسة غير مرحب بها والمجتمعات عديمة الدولة هي المثل الأعلى، بينما تعتبر الماركسية أنه في مجتمع ما بعد الرأسمالية ستكون الدولة غير ضرورية وستتلاشى.

## بشر ما قبل التاريخ
في علم الآثار والأنثروبولوجيا الثقافية والتاريخ، يشير المجتمع عديم الدولة إلى مجتمع بشري أقل تعقيدًا دون دولة، مثل قبيلة أو عشيرة أو مجتمع عصابة أو مشيخة. المعيار الرئيسي للتعقيد المستخدم هو مدى حدوث تقسيم للعمل بحيث يكون العديد من الأشخاص متخصصين بشكل دائم في أشكال معينة من الإنتاج أو نشاط آخر، ويعتمدون على الآخرين في السلع والخدمات من خلال التجارة أو الالتزامات المتبادلة المعقدة التي تحكم حسب الأعراف والقوانين. معيار إضافي هو حجم السكان. كلما زاد عدد السكان، زاد عدد العلاقات التي يجب حسابها.

عُثر على أدلة على أقدم دول المدن المعروفة في بلاد ما بين النهرين القديمة حوالي 3700 قبل الميلاد، ما يشير إلى أن تاريخ الدولة أقل من 6000 عام. وهكذا، بالنسبة لمعظم عصور ما قبل التاريخ البشرية، لم تكن الدولة موجودة.
«بالنسبة لـ 99.8 بالمئة من تاريخ البشرية، عاش الناس حصريًا في العصابات والقرى المتمتعة بالحكم الذاتي. في بداية العصر الحجري القديم، يجب أن يكون عدد هذه الوحدات السياسية المستقلة صغيرًا، ولكن بحلول عام 1000 قبل الميلاد، ارتفع إلى حوالي 600 ألف، ثم بدأ التجميع فوق القرية بشكل جدي، وفي غضون ثلاثة آلاف عام بالكاد انخفضت الوحدات السياسية المستقلة في العالم من 600 ألف إلى 157».
-روبرت كارنيرو 1978.
بشكل عام، تشير الأدلة الأثرية إلى أن الدولة نشأت من مجتمعات عديمة الدولة فقط عندما استقر عدد كبير نسبيًا من السكان (على الأقل عشرات الآلاف من الأشخاص) معًا في منطقة معينة، ومارسوا الزراعة. في الواقع، فإن إحدى الوظائف النموذجية للدولة هي الدفاع عن الأرض. ومع ذلك، هناك استثناءات: يصف لورانس كريدر، على سبيل المثال، حالة دولة التتار، وهي سلطة سياسية نشأت بين اتحادات عشائر الرعاة الرحل أو شبه الرحل.
من الواضح أن موظفي الدولة (السلالات الملكية، والجنود، والكتبة، والخدم، والإداريون، والمحامون، وجباة الضرائب، والسلطات الدينية، إلخ) لا يدعمون أنفسهم بشكل أساسي، بل يدعمون ويمولون ماديًا من الضرائب والإعانات التي يساهم بها بقية العاملين أي السكان. وهذا يفترض وجود مستوى كافٍ من إنتاجية العمل للفرد الذي يجعل على الأقل من الممكن وجود فائض دائم في المنتج (المواد الغذائية بشكل أساسي) الذي تخصصه سلطة الدولة لدعم أنشطة موظفي الدولة. لم تُنتج مثل هذه الفوائض الدائمة بشكل عام على نطاق كبير في المجتمعات القبلية أو العشائرية الأصغر.